# Королёва, Марионелла Владимировна
Марионе́лла Влади́мировна Королёва, известна как Гу́ля Королёва (9 сентября 1922, Москва, РСФСР — 23 ноября 1942, под Сталинградом, РСФСР, СССР) — русская советская киноактриса, участница Великой Отечественной войны, санинструктор.

## Биография
Родилась 9 сентября 1922 года в Москве в семье режиссёра и сценографа Московского Камерного театра Владимира Даниловича Королёва и сотрудницы кинофабрики, актрисы Зои Михайловны Богдановой (Козицкой). Ещё в раннем детстве снялась в эпизодической роли в фильме «Каштанка», затем — в картине «Бабы рязанские». В возрасте 12 лет сыграла главную роль Василинки в фильме «Дочь партизана», за которую получила путёвку в пионерский лагерь «Артек». Впоследствии снялась ещё в нескольких фильмах: «Я люблю» и «Солнечный маскарад».
В 1932 году родители развелись, и Гуля вместе с матерью переехала на Украину, где мать вышла замуж за украинского композитора Филиппа Козицкого. Отец остался в Москве, но Гуля постоянно с ним переписывалась и часто гостила в Москве и даже подружилась с его новой супругой Варварой Метлиной.
После окончания школы в 1940 году Гуля Королёва поступила в Киевский гидромелиоративный институт. В октябре того же года вышла замуж за студента того же института Алексея Пятакова, который был сыном репрессированного советского политика. Возможно, именно он и является неким прототипом образа Гулиного мужа в повести Елены Ильиной «Четвёртая высота», популяризировавшей образ Гули Королёвой. В книге сообщается, что её мужа, от которого она родила сына Сашу («Ёжика»), звали Сергеем; в начале войны он пошёл на фронт и там погиб. Однако история, изложенная Ильиной, противоречит другим источникам.
В воспоминаниях матери Гули сказано, что «её муж учился в военной школе». Ефим Чеповецкий в книге «Колесо вперёд, колесо назад» сообщает, что мужа Королёвой звали Алексеем Пятаковым, он был племянником «врага народа» наркома Пятакова, алкоголиком, и провёл часть жизни в ссылке в Норильске. В статье А. Б. Островской «Неспешные прогулки по Киеву» рассказывается дальнейшая судьба мужа Гули — утверждается, что он женился на Клавдии Донской, подруге Гули, но из-за алкоголизма Алексея они развелись. Умер в 1972 году, похоронен на Байковом кладбище.
В «Четвёртой высоте» указано, что к лету 1941 года героиня была замужем уже второй год. Вероятно, это намёк на её второе замужество, так как период её жизни, к которому относится её брак с Пятаковым, в повести не описан. Кроме того, у её сына отчество Аркадьевич и фамилия Королёв-Казанский. Впоследствии Александр Аркадьевич Королёв-Казанский стал анестезиологом.
В 1941 году Гуля Королёва с матерью и отчимом эвакуировалась в Уфу. В Уфе она родила сына Сашу и, оставив его на попечение своей матери, в 1942 году, упросив комдива Николая Бирюкова взять её на фронт, поступила на службу его ординарцем, при этом была записана в медико-санитарный батальон 214-й стрелковой дивизии. В сентябре 1942 года была приписана санинструктором к 780-му стрелковому полку той же дивизии. Имела воинское звание рядовой.
Стала кандидатом в члены ВКП(б) в 1942 году.
М. В. Королёва участвовала в боях в районе Сталинграда с 16 июля 1942 года.
23 ноября 1942 года во время боя за высоту 56,8 она вынесла с поля боя 50 раненых бойцов, а когда был убит командир, подняла бойцов в атаку, первая ворвалась во вражеский окоп, несколькими бросками гранат уничтожила 15 немецких солдат и офицеров. Была смертельно ранена, но продолжала вести бой, пока не подоспело подкрепление.
Умерла от ран в тот же день. В день её гибели командир стрелкового полка представил М. В. Королёву к награждению высшей государственной наградой СССР орденом Ленина, 2 декабря 1942 года наградной лист подписал командир дивизии генерал-майор Николай Бирюков, ординарцем которого и служила Гуля, и который лично принял её на службу в дивизию в феврале 1942 года. Однако 27 декабря 1942 года члены Военного Совета Армии в лице командующего 24 армией генерал-майора Ивана Галанина и члена Военного Совета полковника Ивана Гаврилова вынесли заключение о посмертном награждении другим знаком отличия — орденом Красного Знамени. Приказ войскам Донского фронта № 93/н был подписан командованием 9 января 1943 года, награждение М. В. Королёвой значится под номером 20.
Марионелла (Гуля) Королёва захоронена в одиночной могиле на улице Российской хутора Сакарка Городищенского района Волгоградской области. Памятник выполнен в форме параллелепипеда из железобетона с мраморной крошкой и имеет высоту 1 метр. На лицевой стороне памятника надпись: «Марионелла Владимировна Королёва (Гуля) 1922—1942 гг». Шефство над памятником возложено на Паньшинское сельское поселение Городищенского муниципального района Волгоградской области и Центр культуры Паньшинского сельского поселения.
По другим источникам, Гуля Королёва имела звание младшего сержанта, умерла 24 ноября 1942 года и захоронена в братской могиле посёлка Котлубань Городищенского района Волгоградской области.

## Семья
Семья Гули Королёвой:
- Мать: Зоя Михайловна Королёва-Козицкая (31 декабря 1884 — 25 октября 1965, Киев) — артистка театра им. В. Ф. Комиссаржевской в Москве, киноработник.

- Отчим: Филипп Емельянович Козицкий (23 октября 1893 — 27 апреля 1960, Киев) — композитор, музыковед.

- Отец: Владимир Данилович Королёв (23 мая 1888 — 12 мая 1966), театральный деятель, актёр, режиссёр Московского Камерного театра Таирова.

- Вторая жена отца: Варвара Ивановна Метлина — актриса Московского Камерного театра Таирова и Центрального детского театра
- Дядя: Борис Данилович Королёв (28 декабря 1884, Москва — 18 июня 1963, Москва) — советский скульптор, педагог, создатель объединения Живскульптарх.

- Первый муж: Алексей Александрович Пятаков (1918—1972, Киев) — жертва сталинских репрессий, член семьи «изменников Родины». Освобождён в 1956 году и реабилитирован.

- Сын: Александр Аркадьевич (Алексеевич) Королёв-Казанский (14 августа 1941, Уфа — 2007, Киев) — врач-анестезиолог высшей категории Железнодорожной клинической больницы № 1 г. Киева.

- Внуки: Алексей Александрович (р. 24 ноября 1977, Киев) и Ольга Александровна.

- Второй муж: Аркадий Казанский (? — ?)

## Фильмография

Комсомольский билет Гули Королёвой. Киев, 1939

- 1926 — Каштанка — эпизодическая роль
- 1927 — Бабы рязанские — самая маленькая «баба рязанская»
- 1934 — Дочь партизана — крестьянская девочка Василинка
- 1936 — Я люблю — внучка старого шахтёра Варька
- 1936 — Солнечный маскарад — Люза, дочь директора зверосовхоза

## Награды
- Орден Красного Знамени (посмертно)[11]

## Память

### В искусстве
- Гуля Королёва изображена на панораме «Сталинградская битва».
- Мемориал в Городищенском районе Волгоградской области "Высота 56.8 Четвёртая высота. Здесь 23 ноября 1942 года героически погибла Марионелла/Гуля/ Владимировна Королёва[12].
- Памятник у Национального университета водного хозяйства и природопользования (бывший Киевский гидромелиоративный институт), в городе Ровно.
- Мемориальная доска на доме № 32 по улице Карла Маркса в Уфе.
- Памятник «Они были артековцами», находится на территории лагеря «Лазурный» Международного детского центра «Артек».

### В фильмах
- 1968 — Гуля Королёва. В роли — Раиса Рязанова.
- 1977 — Четвёртая высота. В роли — Ольга Агеева.

### В литературе
- Елена Ильина. Четвёртая высота (1945).
- Евстратов П. Её звали Гуля. — Волгоград: Нижне-Волжское кн. изд-во, 1973.
- Мишаткин Юрий. Письма без марок (Рассказы о письмах Гули Королёвой)[13].
- Чеповецкий Ефим. Колесо вперёд, колесо назад. — Чикаго, 1999.
- Елена Ракитина. Всё о Гуле Королёвой. — СПб.: Речь, 2019.Станислав Садальский о книге «Всё о Гуле Королёвой»

### В топонимике
- Улицы, названные её именем, есть в Волгограде, Днепре и Междуреченске. Примечательно, что в Междуреченске на улице её имени находится несколько лечебных учреждений.
- В её честь назван детский оздоровительный лагерь в Волгоградской области — УДОЛ имени Гули Королёвой.
- Посёлок Гули Королёвой в Советском районе города Волгограда.

### В музыке
- песня рок-группы Aella — Четвёртая Высота, в тексте описан подвиг Марионелы Королёвой.